# زونوبوک
شهر زونوبوک (به فرانسوی: Zonnebeke) در شهرستان ایپر در استان فلاندری غربی در منطقه فلاندری در کشور بلژیک واقع شده‌است.

## نگارخانه

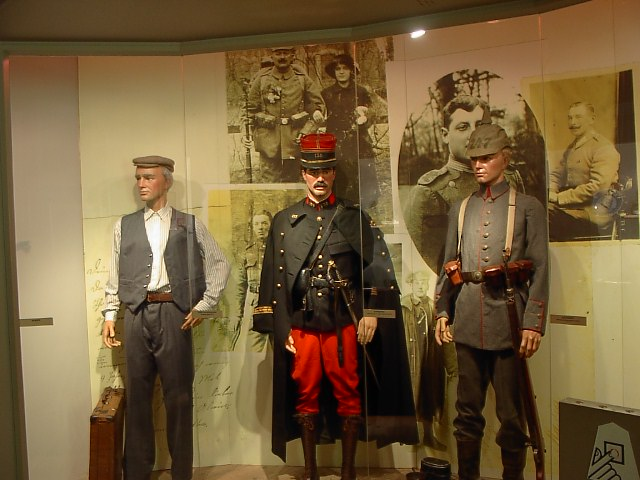
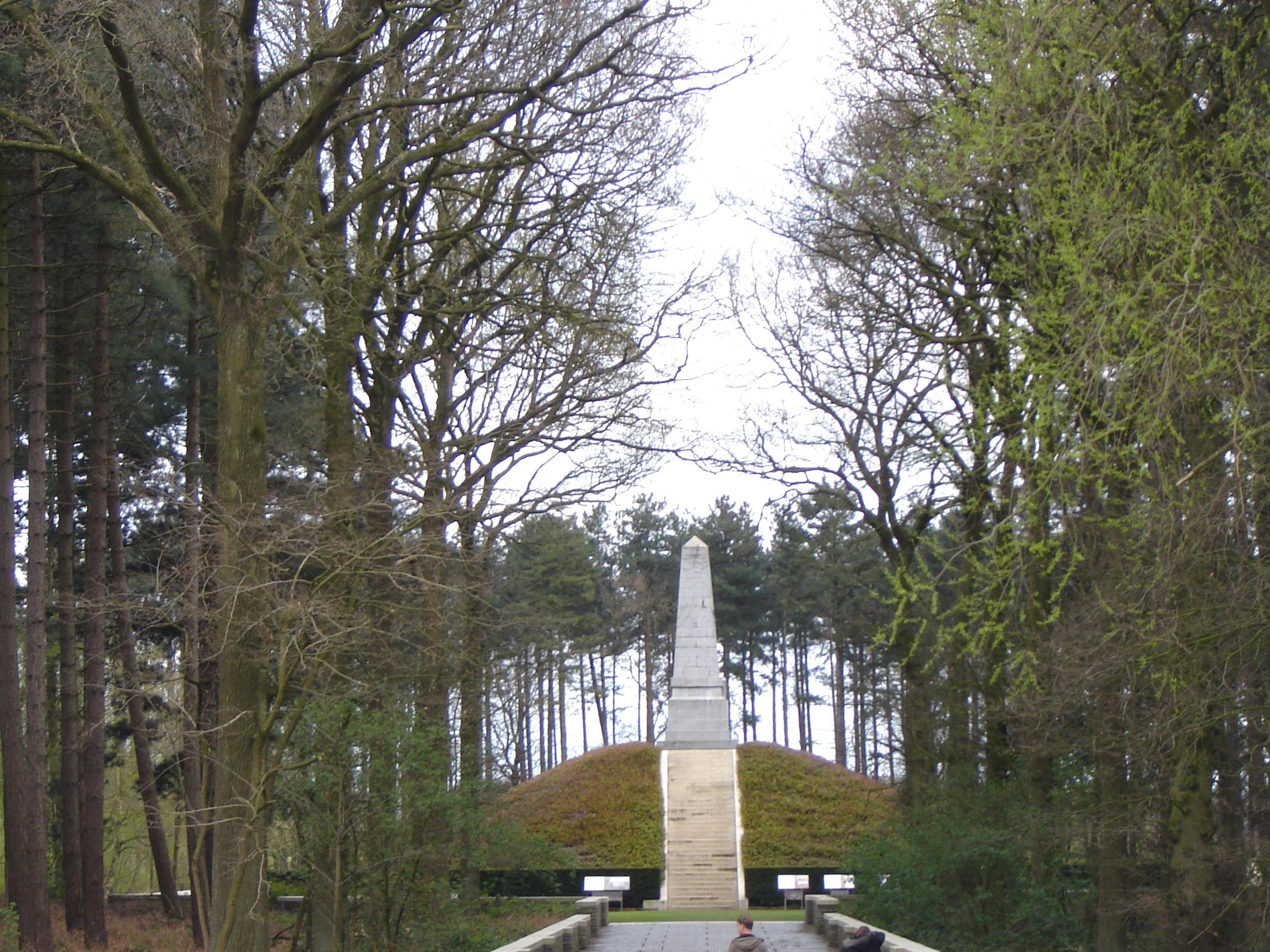